# Agedashi tofu

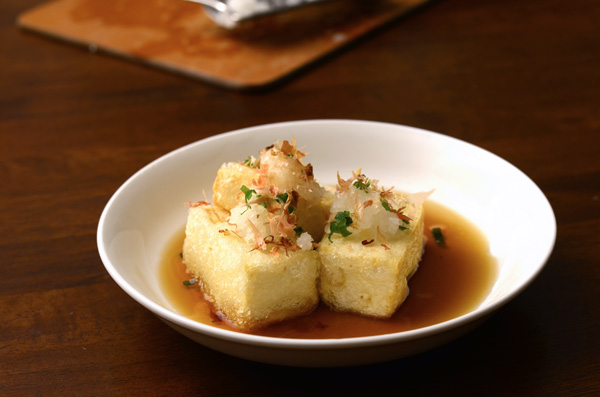
Agedashi tofu.

El agedashi tofu o  agedashi dofu (揚げ出し豆腐 agedashi dōfu?), abreviado a menudo age tofu o age dofu, es una forma japonesa de servir el tofu caliente. El tofu duro seda  (kinugoshi) se corta en cubos, se espolvorea levemente con almidón de patata o maicena y se fríe hasta que está dorado. Entonces se sirve en un caldo tentsuyu caliente hecho de dashi, mirin y shō-yu (salsa de soja japonesa), cubriéndolo con negi (un tipo de cebolleta) picada fina, daikon rallado o katsuobushi.
El agedashi tofu es un plato antiguo y bien conocido. Fue incluido en un libro de cocina japonés sobre tofu de 1782 titulado Tofu Hyakuchin (literalmente ‘un centenar de tofus’), junto con otras recetas como el tofu helado (hiyayakko) y el tofu confitado (yudofu).